# Plate-forme européenne pour une stratégie de recherche en biodiversité
La plate-forme européenne pour une stratégie de recherche en biodiversité (ou EPBRS pour « European platform for biodiversity research strategy »)  est à la fois une plate forme européenne de travail et forum informel destinés à identifier les recherches stratégiquement importantes pour la biodiversité, afin d’orienter stratégiquement la recherche en biodiversité vers des priorités. 
La Commission européenne a encouragé sa création dès 1999. Ce Forum est informel. Ses membres sont nommés par le comité du programme “Environnement et développement durable” du cinquième Programme cadre de recherche et développement.
Il vise à améliorer la pertinence et l'efficacité de la recherche au regard des politiques publiques dans l’espace européen, avec comme objectifs généraux ;
- l'utilisation durable et soutenable des éléments de la biodiversité ;
- le maintien des fonctions écosystémiques qui fournissent des biens et services ;
- la restauration, protection et gestion conservatoire du milieu naturel ;
- enrayer la perte de biodiversité.

Il a notamment accompagné la préparation de l'IPBES.
Selon la FRB, « les recommandations émises sont notamment utilisés par la Commission européenne et les autres agences  pour la préparation d’appels à projets dans le domaine de la recherche (tels que les Programmes cadre de recherche et développement »).

## Mode de travail
Deux réunions par an sont organisées par la plateforme dans les pays qui président l’Union européenne (à l'occasion de la présidence tournante). Outre le travail sur les questions d'actualité et les stratégies de la plateforme ; on y définit des priorités de recherche sur des thèmes d’intérêt concernant la biodiversité pour le pays d’accueil

## Les acteurs
Ce sont :
- des chercheurs  en sciences naturelles (biologie, écologie, biogéographie...) ;
- des chercheurs en sciences humaines et sociales ;
- des décideurs ;
- diverses parties prenantes.

En France, la Fondation pour la recherche pour la biodiversité (FRB) est membre de la Plateforme européenne ;

## Thèmes de travail
Ces thèmes servent à :
- la formulation de stratégies européennes de recherche sur la biodiversité, la priorisation de thèmes pouvant notamment relever des programmes-cadres européens ;
- la diffusion des meilleures pratiques ;
- la compréhension de la biodiversité et la recherche essentielle à ce sujet dans les principaux écosystèmes européens ;
- la recherche permettant d'améliorer les plans de gestion des aires protégées, surtout dans le réseau Natura 2000 ;

Le Forum a par exemple traité les sujets suivants
- écosystèmes arctiques et boréaux (Finlande);
- îles et les archipels : aspects de la biodiversité européenne vus de l’Atlantique (Portugal);
- biologie des invasions (France);
- biodiversité dans l’étude des eaux et forêts au service d’une approche de l’écosystème (Suède);
- outils scientifiques pour la conservation de la biodiversité : surveillance, modèles et expérimentations (Belgique).

## Gouvernance
Les États participant au programme-cadre peuvent être représentés à chaque réunions par un scientifique et un responsable des services chargés des questions de biodiversité.

## Actions récentes
- 03/08/2012 : Consultation, lancée avec la Plate-forme Belge de la Biodiversité, sur l'importance de la recherche sur la biodiversité « pour répondre aux futurs défis de la société »? Les résultats devrait aussi servir à produire un film vidéo de sensibilisation ;
- 03/08/2012 : Numéro spécial "the evolutionary basis of biodiversity and its potential for adaptation to global change' (base de l'évolution de la biodiversité et son potentiel en termes d'adaptation au changement global), à la suite d'une rencontre de l'EPBRS à Majorque (12-15 avril 2010) ;
- 16-18 janvier 2012, 20/01/2012 : Réunion  EPBRS préparant la création de l'IPBES, sous la présidence danoise de l'Union européenne, à Copenhague Janvier, et examen du projet de programme de travail dans le cadre du processus intersessions
- 27/09/2011  conférence d'experts sur la planification de la biodiversité, sous la Présidence polonaise du Conseil de l'UE et rencontre des 7-9 novembre 2011 à Varsovie, avec présentation des résultats d'une évaluation rapide des besoins de recherche sur "La biodiversité et la planification" (faite en octobre 2011 dans la communauté EPBRS).